# Organización de Solidaridad de los Pueblos de África, Asia y América Latina

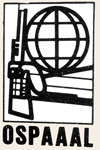
Logo de la OSPAAAL

La Organización de Solidaridad de los Pueblos de África, Asia y América Latina (OSPAAAL) fue un organismo internacional fundado el 12 de enero de 1966 por la Primera Conferencia Tricontinental de La Habana y que se disolvió en 2019. Se apoyaba en su órgano, la revista Tricontinental, para difundir su ideología antiimperialista.

## Origen
La Primera Conferencia Tricontinental le confirió a la OSPAAAL la misión de ofrecer, canalizar y enlazar en un solo haz la solidaridad entre los pueblos de África, Asia y América Latina, en torno a sus luchas y reivindicaciones fundamentales: la defensa del derecho legítimo a la independencia nacional; la soberanía y la autodeterminación; el respeto a la identidad y diversidad étnico-cultural; y a las aspiraciones al desarrollo y la justicia sociales, derechos humanos básicos para una existencia digna.
La OSPAAAL apoyaba a los pueblos del Tercer Mundo en el enfrentamiento a las prácticas imperialistas, colonialistas, neocolonialistas y neoliberales que los afectan, y condenaba toda manifestación de discriminación económica, política, social, racial, de género y étnico-cultural.

## Objetivos
- Realización de proyectos de cooperación al desarrollo económico y social de los pueblos subdesarrollados y en vía de desarrollo.

- Coordinación de organizaciones, grupos e individuos que trabajen en pro de la solidaridad con los pueblos de América Latina, África, Asia y, en general, con todos los pueblos del mundo.

- Promoción de la paz y de los derechos humanos entre los pueblos.

- Promoción de actos destinados al desarrollo de la solidaridad entre los pueblos.

## Estructura y funcionamiento
La OSPAAAL radicaba en La Habana (Calle C esq. a 29. n.º 668, Vedado), donde funcionaba su Secretariado Ejecutivo permanente, que estaba integrado por representantes de partidos, organizaciones y movimientos políticos de 12 países de los tres continentes:
- Angola
- Chile
- Corea del Norte
- Cuba
- Guatemala
- Guinea
- República del Congo
- Palestina
- Puerto Rico
- Siria
- Vietnam

Lourdes Cervantes fue la última secretaria general de la OSPAAAL.
Contaba con organizaciones miembros en 46 países de África, Asia y América Latina. Desarrollaba relaciones de intercambio y colaboración con personalidades, individuos y grupos afines en todo el mundo, y permanecía abierta a todas las instituciones, organizaciones y personas que se identificaban con los objetivos y principios que la regían o estaban dispuestas a desarrollar con la OSPAAAL proyectos de trabajos conjuntos.
A comienzos del mes de junio de 2019, por decisión del Partido Comunista de Cuba, la OSPAAAL cerró sus puertas definitivamente.

## Foros internacionales
La OSPAAAL era una organización no gubernamental internacional.
En julio de 1998, el Consejo Económico y Social de las Nacones Unidas (Ecosoc) otorgó a la OSPAAAL el estado consultivo especial por su contribución al conocimiento y respeto de los principios del derecho internacional y los propósitos de la Carta de las Naciones Unidas, y por sus aportes a los foros no gubernamentales que han acompañado las conferencias mundiales sobre temáticas de interés global.
La OSPAAAL organizó foros internacionales en torno a problemas de la sociedad internacionalista: el conflicto del Sáhara Occidental, el conflicto palestino-israelí, los problemas del Mediterráneo, el nuevo orden mundial tras la caída del muro de Berlín, las migraciones, Cuba, el proceso de paz en Colombia, la globalización neoliberal, etc. Estos foros han contado con participantes, entre otros, de países entre los que se encuentran:
- España
- Cuba
- República Dominicana
- Colombia
- Venezuela
- Israel
- Ecuador
- Palestina
- Francia
- China
- Sahara Occidental
- Mauritania
- Alemania
- Italia
- Países Bajos
- Argelia
- Bélgica
- India
- Filipinas
- Polonia
- Estados Unidos
- Reino Unido
- Portugal
- Egipto
- Grecia

## RevistaTricontinental
La revista Tricontinental era el órgano oficial de la OSPAAAL. Se publicaba en español e inglés con un formato de 210 x 280 mm, portada  a  color y 64 páginas interiores a un solo color. Contaba con cientos de suscriptores en África, Asia, América Latina, Norteamérica y Europa, especialmente entre académicos, intelectuales, estudiantes, universidades, embajadas, bibliotecas, instituciones gubernamentales, centros de documentación e información.